# 르완다 요리

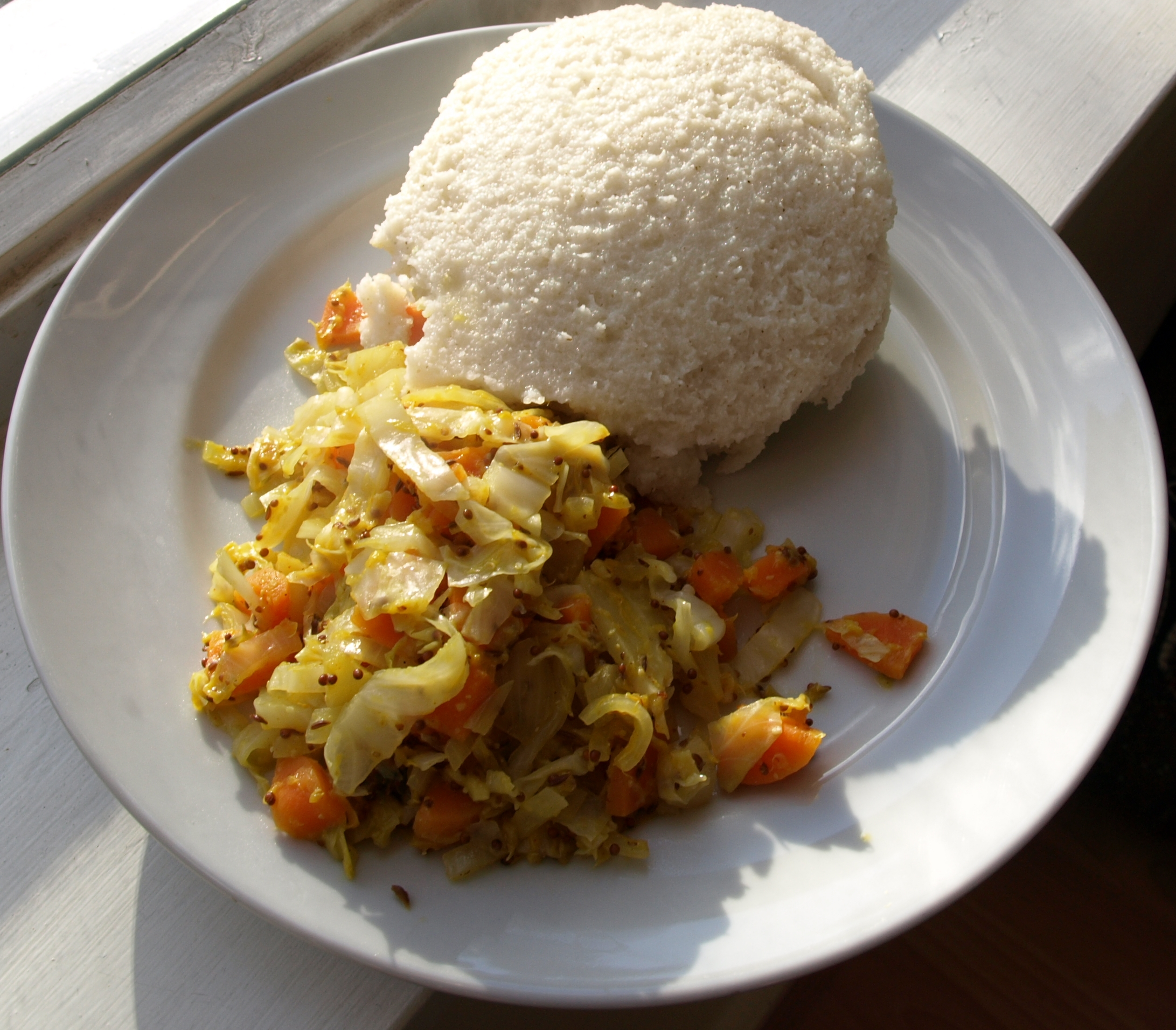
우갈리와 양배추

르완다 요리(Rwanda 料理, 르완다어: ibiryo bya Kinyarwanda 이비료 뱌 키냐르완다, 스와힐리어: vyakula vya Rwanda 뱌쿨라 뱌 르완다, 영어: Rwandan cuisine 르완던 퀴진[*], 프랑스어: cuisine rwandaise 퀴진 루앙데즈[*])는 동아프리카 대호수 지역에 있는 르완다의 요리이다.
대표적인 르완다의 음식으로는 삶은 콩과 호박을 곁들인 이비하자(Ibihaza)가 있다.

## 같이 보기
- 아프리카 요리

1. ↑  “Кухня Руанды, блюда, рецепты, история [출처:kitchen.727go.com/rwandan-cuisine/]”. 2024년 9월 2일에 확인함.